# Lammassaari (ö i Päijänne-Tavastland, Lahtis, lat 60,96, long 25,83)
Lammassaari är en ö i Finland. Den ligger i sjön Kymijärvi och i kommunen Lahtis i den ekonomiska regionen  Lahtis ekonomiska region  och landskapet Päijänne-Tavastland, i den södra delen av landet, 100 km nordost om huvudstaden Helsingfors. Öns area är 1,7 hektar och dess största längd är 200 meter i sydöst-nordvästlig riktning.